# ゼルダの伝説シリーズの作品・関連作品の一覧
任天堂が開発・発売したコンピュータゲーム、『ゼルダの伝説』のシリーズ作品・関連ゲーム作品や、サウンドトラック・書籍など関連商品のリスト。

## ゲーム
注意
- リリース日は注釈が無い限り日本国内でのものとする。
- リメイク作品については機種名を太字で表記する。
- 非売品のものには「*」が付く。
- 主なハードの略記については下記の表を参照。

| 略称     | 対応機種                                          |
| -------- | ------------------------------------------------- |
| FC       | ファミリーコンピュータ                            |
| FCD      | ファミリーコンピュータ ディスクシステム           |
| SFC      | スーパーファミコン                                |
| N64      | NINTENDO 64                                       |
| GC       | ニンテンドー ゲームキューブ                       |
| Wii      | Wii                                               |
| Wii U    | Wii U                                             |
| Switch   | Nintendo Switch                                   |
| Switch 2 | Nintendo Switch 2                                 |
| GB       | ゲームボーイ                                      |
| GBC      | ゲームボーイカラー                                |
| GBA      | ゲームボーイアドバンス                            |
| DS       | ニンテンドーDS                                    |
| DSi      | ニンテンドーDSi                                   |
| 3DS      | ニンテンドー3DS                                   |
| mFC      | ニンテンドークラシックミニ ファミリーコンピュータ |
| mSFC     | ニンテンドークラシックミニ スーパーファミコン     |
| GW       | ゲーム&ウオッチ                                   |

### 本編作品
ゼルダの伝説（The Legend of Zelda）
| リリース日     | 機種   | 備考 |
| -------------- | ------ | --- |
| 1986年2月21日  | FCD    | |
| 1994年2月19日  | FC     | 『ゼルダの伝説1』として発売 |
| 2001年12月14日 | GC     | 『どうぶつの森+』内の家具「ファミコン」として収録 |
| 2004年2月14日  | GBA    | ファミコンミニシリーズの一つ『ファミコンミニ05 ゼルダの伝説1』として発売                                                                                        |
| 2004年3月18日  | GC*    | クラブニンテンドーの景品『ゼルダコレクション』に収録 |
| 2006年12月2日  | Wii    | バーチャルコンソール（GCの『ゼルダコレクション』版） |
| 2011年9月1日   | 3DS*   | 3DSの早期購入者向けに実施されたアンバサダー・プログラムの一環として無料配信（FCの『ゼルダの伝説1』版）                                                          |
| 2011年12月22日 | 3DS    | バーチャルコンソール（上記の物と同内容） |
| 2013年8月28日  | Wii U  | バーチャルコンソール（GCの『ゼルダコレクション』版） |
| 2016年11月10日 | mFC    | |
| 2018年9月19日  | Switch | 『ファミリーコンピュータ Nintendo Switch Online』に収録 |
| 2018年10月10日 | Switch | 『ゼルダの伝説 お金持ちバージョン』のタイトルで『ファミリーコンピュータ Nintendo Switch Online』向けに配信 強力な装備と多額の所持金のある状態でゲームが開始する |
| 2021年11月12日 | GW     | 『ゲーム&ウオッチ ゼルダの伝説』に収録 |

リンクの冒険（Zelda II: The Adventure of Link）
| リリース日     | 機種   | 備考 |
| -------------- | ------ | --- |
| 1987年1月14日  | FCD    | |
| 2004年3月18日  | GC*    | クラブニンテンドーの景品『ゼルダコレクション』に収録 |
| 2004年8月10日  | GBA    | ファミコンミニシリーズの一つ『ファミコンミニ25 ディスクシステムセレクション リンクの冒険』としてリリース                                                   |
| 2007年1月23日  | Wii    | バーチャルコンソール |
| 2011年9月1日   | 3DS*   | 3DSの早期購入者向けに実施されたアンバサダー・プログラムの一環として無料配信                                                                                |
| 2012年6月6日   | 3DS    | バーチャルコンソール（上記の物と同内容） |
| 2013年9月11日  | Wii U  | バーチャルコンソール |
| 2016年11月10日 | mFC    | |
| 2019年1月16日  | Switch | 『ファミリーコンピュータ Nintendo Switch Online』に収録 |
| 2019年3月13日  | Switch | 『リンクの冒険 力持ちバージョン』のタイトルで『ファミリーコンピュータ Nintendo Switch Online』向けに配信 ATTACK、MAGIC、LIFEが最大の状態でゲームが開始する |
| 2021年11月12日 | GW     | 『ゲーム&ウオッチ ゼルダの伝説』に収録 |

ゼルダの伝説 神々のトライフォース（The Legend of Zelda: A Link to the Past）
| リリース日     | 機種   | 備考                                                            |
| -------------- | ------ | --------------------------------------------------------------- |
| 1991年11月21日 | SFC    |                                                                 |
| 2003年3月14日  | GBA    | 『ゼルダの伝説 神々のトライフォース&4つの剣』にリメイク版が収録 |
| 2006年12月2日  | Wii    | バーチャルコンソール                                            |
| 2014年2月12日  | Wii U  | バーチャルコンソール                                            |
| 2016年3月4日   | 3DS    | バーチャルコンソール（Newニンテンドー3DS専用）                  |
| 2017年10月5日  | mSFC   |                                                                 |
| 2019年9月6日   | Switch | 『スーパーファミコン Nintendo Classics』に収録                  |

ゼルダの伝説 夢をみる島（The Legend of Zelda: Link's Awakening）
| リリース日     | 機種   | 備考                                                                                           |
| -------------- | ------ | ---------------------------------------------------------------------------------------------- |
| 1993年6月6日   | GB     |                                                                                                |
| 1998年12月12日 | GBC    | 『ゼルダの伝説 夢をみる島DX』としてカラー化                                                    |
| 2011年6月8日   | 3DS    | バーチャルコンソール（『DX』版） 配信されるにあたり、CERO：B（12才以上対象）のソフトとなった。 |
| 2019年9月20日  | Switch |                                                                                                |
| 2021年11月12日 | GW     | 『ゲーム&ウオッチ ゼルダの伝説』に収録                                                         |
| 2023年2月9日   | Switch | 『ゲームボーイ Nintendo Switch Online』に収録（『DX』版）                                      |

ゼルダの伝説 時のオカリナ（The Legend of Zelda: Ocarina of Time）
| リリース日     | 機種   | 備考 |
| -------------- | ------ | --- |
| 1998年11月21日 | N64    | |
| 2002年12月13日 | GC*    | 『ゼルダの伝説 風のタクト』の予約特典『ゼルダの伝説 時のオカリナGC』に、N64の移植版とその高難度版『ゼルダの伝説 時のオカリナ 裏』が収録 |
| 2004年3月18日  | GC*    | クラブニンテンドーの景品『ゼルダコレクション』に収録                                                                                    |
| 2007年2月27日  | Wii    | バーチャルコンソール |
| 2011年6月16日  | 3DS    | 『ゼルダの伝説 時のオカリナ 3D』 |
| 2015年12月22日 | Wii U  | バーチャルコンソール |
| 2021年10月26日 | Switch | 『NINTENDO 64 Nintendo Switch Online』に収録                                                                                            |

ゼルダの伝説 ムジュラの仮面（The Legend of Zelda: Majora's Mask）
| リリース日    | 機種   | 備考                                                                      |
| ------------- | ------ | ------------------------------------------------------------------------- |
| 2000年4月27日 | N64    | プレイにはN64の周辺機器「メモリー拡張パック」が必要。同梱版も発売された。 |
| 2004年3月18日 | GC*    | クラブニンテンドーの景品『ゼルダコレクション』に収録                      |
| 2009年4月7日  | Wii    | バーチャルコンソール                                                      |
| 2015年2月14日 | 3DS    | 『ゼルダの伝説 ムジュラの仮面 3D』                                        |
| 2016年6月29日 | Wii U  | バーチャルコンソール                                                      |
| 2022年2月25日 | Switch | 『NINTENDO 64 Nintendo Switch Online』に収録                              |

ゼルダの伝説 ふしぎの木の実（The Legend of Zelda: Oracle of Seasons（大地の章）, The Legend of Zelda: Oracle of Ages（時空の章））
| リリース日    | 機種   | 備考                                          |
| ------------- | ------ | --------------------------------------------- |
| 2001年2月27日 | GBC    | 大地の章・時空の章ともに同日発売              |
| 2013年2月27日 | 3DS    | バーチャルコンソール（両章とも同日配信）      |
| 2023年7月27日 | Switch | 『ゲームボーイ Nintendo Switch Online』に収録 |

ゼルダの伝説 風のタクト（The Legend of Zelda: The Wind Waker）
| リリース日     | 機種     | 備考                                                    |
| -------------- | -------- | ------------------------------------------------------- |
| 2002年12月13日 | GC       |                                                         |
| 2013年9月26日  | Wii U    | 『ゼルダの伝説 風のタクト HD』                          |
| 2025年6月5日   | Switch 2 | 『ニンテンドー ゲームキューブ Nintendo Classics』に収録 |

ゼルダの伝説 4つの剣（The Legend of Zelda: Four Swords）
| リリース日    | 機種 | 備考 |
| ------------- | ---- | --- |
| 2003年3月14日 | GBA  | 『ゼルダの伝説 神々のトライフォース&4つの剣』に『ゼルダの伝説 神々のトライフォース』のリメイク版と共に収録 |
| 2011年9月28日 | DSi* | 『ゼルダの伝説 4つの剣 25周年記念エディション』（2012年2月20日までの期間限定で無料配信された）             |

ゼルダの伝説 4つの剣+（The Legend of Zelda: Four Swords Adventures）
| リリース日    | 機種 | 備考                                                                                |
| ------------- | ---- | ----------------------------------------------------------------------------------- |
| 2004年3月18日 | GC   | 『ハイラルアドベンチャー』『シャドウバトル』『ナビトラッカーズ』の3つのモードを収録 |

ゼルダの伝説 ふしぎのぼうし（The Legend of Zelda: The Minish Cap）
| リリース日     | 機種   | 備考                                                                        |
| -------------- | ------ | --------------------------------------------------------------------------- |
| 2004年11月4日  | GBA    |                                                                             |
| 2011年12月16日 | 3DS*   | 3DSの早期購入者向けに実施されたアンバサダー・プログラムの一環として無料配信 |
| 2014年4月30日  | Wii U  | バーチャルコンソール                                                        |
| 2023年2月9日   | Switch | 『ゲームボーイアドバンス Nintendo Switch Online』に収録                     |

ゼルダの伝説 トワイライトプリンセス（The Legend of Zelda： Twilight Princess）
| リリース日    | 機種  | 備考                                                       |
| ------------- | ----- | ---------------------------------------------------------- |
| 2006年12月2日 | Wii   | GC版と比べて、マップやキャラクターが全て左右反転している。 |
| 2006年12月2日 | GC    | Wii版と同時発売。任天堂ホームページ上のみの限定販売。      |
| 2016年3月10日 | Wii U | 『ゼルダの伝説 トワイライトプリンセス HD』                 |

当初はGC用ソフトとして開発されたが、Wii・GCの両方で発売された。シリーズ初のCERO：B（12才以上対象）のソフトとなった。
ゼルダの伝説 夢幻の砂時計（The Legend of Zelda: Phantom Hourglass）
| リリース日    | 機種  | 備考                 |
| ------------- | ----- | -------------------- |
| 2007年6月23日 | DS    |                      |
| 2016年8月3日  | Wii U | バーチャルコンソール |

ゼルダの伝説 大地の汽笛（The Legend of Zelda: Spirit Tracks）
| リリース日     | 機種  | 備考                 |
| -------------- | ----- | -------------------- |
| 2009年12月23日 | DS    |                      |
| 2016年8月9日   | Wii U | バーチャルコンソール |

ゼルダの伝説 スカイウォードソード（The Legend of Zelda: Skyward Sword）
| リリース日     | 機種   | 備考                                     |
| -------------- | ------ | ---------------------------------------- |
| 2011年11月23日 | Wii    |                                          |
| 2016年9月2日   | Wii U  | Wiiディスク ダウンロード版               |
| 2021年7月16日  | Switch | 『ゼルダの伝説 スカイウォードソード HD』 |

ゼルダの伝説 神々のトライフォース2（The Legend of Zelda: A Link Between Worlds）
| リリース日     | 機種 |
| -------------- | ---- |
| 2013年12月26日 | 3DS  |

ゼルダの伝説 トライフォース3銃士（The Legend of Zelda: Tri Force Heroes）
| リリース日     | 機種 |
| -------------- | ---- |
| 2015年10月22日 | 3DS  |

ゼルダの伝説 ブレス オブ ザ ワイルド（The Legend of Zelda: Breath of the Wild）
| リリース日   | 機種     | 備考                                                                                                  |
| ------------ | -------- | --- |
| 2017年3月3日 | Switch   | 有料DLCの第1弾「試練の覇者」が2017年6月30日に、第2弾「英傑たちの詩（バラッド）」が2017年12月8日に配信 |
| 2017年3月3日 | Wii U    | 有料DLCの第1弾「試練の覇者」が2017年6月30日に、第2弾「英傑たちの詩（バラッド）」が2017年12月8日に配信 |
| 2025年6月5日 | Switch 2 | Nintendo Switch 2 Edition                                                                             |

当初はWii U用ソフトとして開発されたが、Switch・Wii Uの両方で発売された。
ゼルダの伝説 ティアーズ オブ ザ キングダム（The Legend of Zelda:Tears of the Kingdom）
| リリース日    | 機種     |                           |
| ------------- | -------- | ------------------------- |
| 2023年5月12日 | Switch   |                           |
| 2025年6月5日  | Switch 2 | Nintendo Switch 2 Edition |

ゼルダの伝説 知恵のかりもの（The Legend of Zelda: Echoes of Wisdom）
| リリース日    | 機種   |
| ------------- | ------ |
| 2024年9月26日 | Switch |

### 派生作品
ZELDA
| リリース日    | 機種                   | 備考                                                                                           |
| ------------- | ---------------------- | ---------------------------------------------------------------------------------------------- |
| 1989年8月     | ゲーム&ウオッチ        | 日本国内では未発売                                                                             |
| 1998年        | Nintendo Mini Classics | 日本国内では未発売。Toymax Inc.がゲーム&ウオッチ版をキーホルダーサイズのゲーム機に移植したもの |
| 2002年        | GBA                    | 『Game & Watch Gallery 4』（『Game & Watch Gallery 4 Advance』）に収録。日本国内では未発売     |
| 2016年3月16日 | Wii U                  | バーチャルコンソール『ゲームボーイギャラリー4』に収録（上記の日本版）                          |

日本の任天堂開発第一部（当時）で開発され、北米のみで発売されたゲーム&ウオッチ版ゼルダの伝説（外箱及び本体には『MADE IN JAPAN』、説明書には『PRINTED IN JAPAN』と記されている）。無論、主人公はリンクなのだが、ボスがガノンではなくドラゴン。日本国外では、GBA用ソフト『Game & Watch Gallery 4』（欧州と豪州では『Game & Watch Gallery 4 Advance』）に隠しゲームとして収録されたが、日本では同作を当初『ゲームボーイギャラリー4』として2003年に発売予定があったものの中止になってしまった。後に、2016年3月16日に日本国内で『ゲームボーイギャラリー4』がWii U用バーチャルコンソールソフトとして配信された。
BSゼルダの伝説
初代『ゼルダの伝説』をベースにした、スーパーファミコンの周辺機器「サテラビュー」用のイベントゲーム。1995年8月の毎週日曜18時に1話ずつ放送され、1995年〜1996年の年末年始にかけてラジオドラマ部はそのままにマップを変更した、「BSゼルダの伝説 MAP2」が放送された。
BSゼルダの伝説 古代の石盤
『BSゼルダの伝説』に続いて、1997年4月に『ゼルダの伝説 神々のトライフォース』をベースにして作られたサテラビュー用のイベントゲーム。日本国内のみで放送。
ゼルダコレクション（The Legend of Zelda: Collector's Edition）
| リリース日    | 機種 |
| ------------- | ---- |
| 2004年3月18日 | GC*  |

クラブニンテンドーの景品。『ゼルダの伝説』『リンクの冒険』『ゼルダの伝説 時のオカリナ』『ゼルダの伝説 ムジュラの仮面』の移植版、『ゼルダの伝説 風のタクト』の体験版とムービーを収録。
リンクのボウガントレーニング（Link's Crossbow Training）
| リリース日   | 機種 |
| ------------ | ---- |
| 2008年5月1日 | Wii  |

『トワイライトプリンセス』の世界を利用したガンシューティングおよびTPSゲーム。Wiiザッパーを用いる。
ゼルダ無双シリーズ
ゼルダ無双（Hyrule Warriors）
ゼルダ無双 ハイラルオールスターズ（Hyrule Warriors Legends）
ゼルダ無双 ハイラルオールスターズ DX（Hyrule Warriors: Definitive Edition）
| リリース日    | 機種   | 備考                                                                    |
| ------------- | ------ | ----------------------------------------------------------------------- |
| 2014年8月14日 | Wii U  | コーエーテクモゲームスから発売                                          |
| 2016年1月21日 | 3DS    | 『ゼルダ無双 ハイラルオールスターズ』 コーエーテクモゲームスから発売    |
| 2018年3月22日 | Switch | 『ゼルダ無双 ハイラルオールスターズ DX』 コーエーテクモゲームスから発売 |

ゼルダ無双 厄災の黙示録（Hyrule Warriors: Age of Calamity）
| リリース日     | 機種   | 備考                           |
| -------------- | ------ | ------------------------------ |
| 2020年11月20日 | Switch | コーエーテクモゲームスから発売 |

コーエーテクモゲームスの無双シリーズとのコラボレーション作品。日本ではコーエーテクモゲームスから、日本以外では任天堂から発売。
1作目はゼルダの伝説シリーズの様々な作品から多数のキャラクターと世界観が登場、2作目『厄災の黙示録』は『ブレス オブ ザ ワイルド』の100年前の時代を舞台としている。
マイニンテンドーピクロス ゼルダの伝説 トワイライトプリンセス（My Nintendo Picross: The Legend of Zelda: Twilight Princess）
| リリース日    | 機種 | 備考               |
| ------------- | ---- | ------------------ |
| 2016年3月17日 | 3DS* | ダウンロードソフト |

任天堂の会員サービス「マイニンテンドー」のギフト（景品）。『トワイライトプリンセス』を題材にしたパズルの問題が収録されている。原作に登場するキャラクター・ミドナが進行役を務める。
当初の配信期間は2016年10月1日までだったが、後に無期限に変更された。

### チンクルシリーズ
もぎたてチンクルのばら色ルッピーランド（Freshly-Picked Tingle's Rosy Rupeeland）
| リリース日   | 機種 | 備考           |
| ------------ | ---- | -------------- |
| 2006年9月2日 | DS   | 北米では未発売 |

チンクルのバルーンファイトDS
| リリース日 | 機種 | 備考                                                       |
| ---------- | ---- | ---------------------------------------------------------- |
| 2007年4月  | DS*  | クラブニンテンドープラチナ会員特典として配布。日本国内のみ |

できすぎチンクルパック
| リリース日    | 機種 | 備考               |
| ------------- | ---- | ------------------ |
| 2009年6月24日 | DSi  | 日本国内でのみ発売 |

いろづきチンクルの恋のバルーントリップ
| リリース日   | 機種 | 備考               |
| ------------ | ---- | ------------------ |
| 2009年8月6日 | DS   | 日本国内でのみ発売 |

### その他の作品
CD-iの作品
| リリース年                              | タイトル                   |
| --------------------------------------- | -------------------------- |
| 1993年10月10日(北米) 1993年12月25日(欧) | Link: The Faces of Evil    |
| 1993年10月10日(北米) 1993年12月25日(欧) | Zelda: The Wand of Gamelon |
| 1994年6月5日(北米) 1995年6月19日(欧)    | Zelda's Adventure          |

フィリップス社が任天堂からキャラクターの使用権を得て、Animation Magic社が開発。フィリップス社から同社のCD-iプレイヤー向けに発売されたゲーム。いずれも日本国内では未発売で任天堂は開発に関わっていない。
発売当初は各ゲーム雑誌からグラフィックや音楽などで高評価を得、売上本数も（CD-iのゲームとしては）好調であった。それに対して昨今のレビューでは、それまでのシリーズとは異なる操作システムやゲーム中に使用されたアニメーションが酷評されることが多い。
CD-iの衰退とともにゲームの存在も忘れられていったが、YouTube上にゲーム中のカットシーンがアップロードされると急に知名度が上昇。そのアニメーションを面白おかしく編集した動画が多数投稿され、キャラクターの台詞はインターネット常套句（ネタ）として知られるようになった。
2011年に出版された『任天堂公式ガイドブック ハイラル・ヒストリア ゼルダの伝説大全』にはCD-iゲームに関する記述は一切無く、公式にゼルダシリーズとしてカウントされていない事がうかがえる。
なお、この3作品について『悪魔の顔』『ギャメロンの杖』『ゼルダの冒険』との邦題で紹介されることがあるが、これらは非公式の名称である。
ケイデンス・オブ・ハイラル: クリプト・オブ・ネクロダンサー feat. ゼルダの伝説
| リリース日    | 機種   | 備考                           |
| ------------- | ------ | ------------------------------ |
| 2019年6月14日 | Switch | スパイク・チュンソフトから発売 |

カナダのBrace Yourself Games開発のローグライクゲーム『クリプト・オブ・ネクロダンサー』とのコラボレーション作品。日本ではスパイク・チュンソフトから、日本以外では任天堂から発売。

### amiibo
| リリース日     | 名前                                          | シリーズ                           |
| -------------- | --------------------------------------------- | ---------------------------------- |
| 2014年12月6日  | リンク                                        | 大乱闘スマッシュブラザーズシリーズ |
| 2014年12月6日  | ゼルダ                                        | 大乱闘スマッシュブラザーズシリーズ |
| 2015年1月22日  | トゥーンリンク                                | 大乱闘スマッシュブラザーズシリーズ |
| 2015年1月22日  | シーク                                        | 大乱闘スマッシュブラザーズシリーズ |
| 2015年6月11日  | ガノンドロフ                                  | 大乱闘スマッシュブラザーズシリーズ |
| 2016年3月10日  | ウルフリンク【トワイライトプリンセス】        | ゼルダの伝説シリーズ               |
| 2016年12月1日  | リンク【ゼルダの伝説】                        | ゼルダの伝説シリーズ               |
| 2016年12月1日  | リンク【時のオカリナ】                        | ゼルダの伝説シリーズ               |
| 2016年12月1日  | トゥーンリンク【風のタクト】                  | ゼルダの伝説シリーズ               |
| 2016年12月1日  | ゼルダ【風のタクト】                          | ゼルダの伝説シリーズ               |
| 2017年3月3日   | リンク（弓）【ブレス オブ ザ ワイルド】       | ゼルダの伝説シリーズ               |
| 2017年3月3日   | リンク（騎乗）【ブレス オブ ザ ワイルド】     | ゼルダの伝説シリーズ               |
| 2017年3月3日   | ゼルダ【ブレス オブ ザ ワイルド】             | ゼルダの伝説シリーズ               |
| 2017年3月3日   | ボコブリン【ブレス オブ ザ ワイルド】         | ゼルダの伝説シリーズ               |
| 2017年3月3日   | ガーディアン【ブレス オブ ザ ワイルド】       | ゼルダの伝説シリーズ               |
| 2017年6月22日  | リンク【スカイウォードソード】                | ゼルダの伝説シリーズ               |
| 2017年6月22日  | リンク【トワイライトプリンセス】              | ゼルダの伝説シリーズ               |
| 2017年6月22日  | リンク【ムジュラの仮面】                      | ゼルダの伝説シリーズ               |
| 2017年11月10日 | ダルケル【ブレス オブ ザ ワイルド】           | ゼルダの伝説シリーズ               |
| 2017年11月10日 | リーバル【ブレス オブ ザ ワイルド】           | ゼルダの伝説シリーズ               |
| 2017年11月10日 | ミファー【ブレス オブ ザ ワイルド】           | ゼルダの伝説シリーズ               |
| 2017年11月10日 | ウルボザ【ブレス オブ ザ ワイルド】           | ゼルダの伝説シリーズ               |
| 2019年4月12日  | こどもリンク                                  | 大乱闘スマッシュブラザーズシリーズ |
| 2019年9月20日  | リンク【夢をみる島】                          | ゼルダの伝説シリーズ               |
| 2021年7月16日  | ゼルダ&ロフトバード                           | ゼルダの伝説シリーズ               |
| 2023年5月12日  | リンク【ティアーズ オブ ザ キングダム】       | ゼルダの伝説シリーズ               |
| 2023年11月3日  | ゼルダ【ティアーズ オブ ザ キングダム】       | ゼルダの伝説シリーズ               |
| 2023年11月3日  | ガノンドロフ【ティアーズ オブ ザ キングダム】 | ゼルダの伝説シリーズ               |

## サウンドトラック

### オリジナルサウンドトラック
- ゼルダの伝説 SOUND&DRAMA（1994年 ソニー・ミュージックレコーズ 2枚組）

1枚目には、アレンジ曲のほか、緑川光と國府田マリ子によるドラマを収録。
- ゼルダの伝説 時のオカリナ オリジナルサウンドトラック（1998年 ポニーキャニオン 全82曲78分）
- ゼルダの伝説 ムジュラの仮面 オリジナルサウンドトラック（2000年 パイオニアLDC 全113曲 2枚組）
- ゼルダの伝説 風のタクト オリジナルサウンドトラック（2003年 サイトロン・デジタルコンテンツ 全133曲154分 2枚組）
- 任天堂 サウンドヒストリーシリーズ「ゼルダ ザ ミュージック」（2004年 サイトロン・デジタルコンテンツ 全70曲）
- ゼルダの伝説 時のオカリナ3D オリジナルサウンドトラック（2011年 非売品、クラブニンテンドーの特典）
- ゼルダの伝説 風のタクトHD サウンドセレクション（2013年 非売品、クラブニンテンドーの特典 全50曲）
- ゼルダの伝説 神々のトライフォース2 サウンドセレクション（2014年 非売品、クラブニンテンドーの特典 全105曲 2枚組）
- ゼルダの伝説 ムジュラの仮面 3D オリジナルサウンドトラック（2015年10月7日 タブリエ・コミュニケーションズ 全113曲 2枚組）
- ゼルダの伝説 トワイライトプリンセス HD SOUND SELECTION（2016年3月10日 『ゼルダの伝説 トワイライトプリンセス HD SPECIAL EDITION』に同梱 全20曲）
- ゼルダの伝説 トワイライトプリンセス HD オリジナルサウンドトラック（2016年7月27日 タブリエ・コミュニケーションズ 全108曲 3枚組）
- 30周年記念盤 ゼルダの伝説 音楽集（2016年9月28日 日本コロムビア 全93曲 2枚組）
- ゼルダの伝説 ブレス オブ ザ ワイルド オリジナルサウンドトラック（2018年4月25日 日本コロムビア 全211曲 5枚組）

初回数量限定生産盤には歴代シリーズ作品のフィールド曲15曲を収録したPLAYBUTTONが同梱。
- ゼルダの伝説 夢をみる島 オリジナルサウンドトラック（2020年3月18日 日本コロムビア 全205曲 2枚組）

その他、北米では『トワイライトプリンセス』のサウンドトラック（全7曲）が限定発売されている。

### アレンジアルバム
- ゼルダの伝説〜時のオカリナ〜 ハイラル・シンフォニー（1999年 メディアファクトリー）
- ゼルダの伝説 時のオカリナ リアレンジ・アルバム（1999年 徳間ジャパンコミュニケーションズ）
- ゼルダの伝説 ムジュラの仮面 オーケストレーションズ（2000年 エンターブレイン）
- マリオ&ゼルダ ビッグバンドライブCD（2003年 サイトロン・デジタルコンテンツ）
- ゼルダの伝説 25周年 オーケストラコンサート スペシャルCD（2011年11月23日 『スカイウォードソード』の期間限定生産版に同梱 全8曲）
- ゼルダの伝説 30周年記念コンサート（2017年2月15日 日本コロムビア 2枚組 全14曲）

2016年10月16日に東京芸術劇場で行われたコンサートの音源を収録。初回数量限定生産盤にはDVD1枚が同梱。
- ゼルダの伝説 コンサート 2018（2019年3月6日 日本コロムビア 2枚組 全14曲）

2018年12月14日にオーチャードホールで行われたコンサートの音源を収録。初回数量限定生産盤にはBlu-ray Disc1枚が同梱。

## 映像作品
アニメ『The Legend of Zelda』
1989年にアメリカ・カナダ等で放送されていたアニメ。アメリカではテレビ番組『The Super Mario Bros. Super Show!』内で放送されていた。一話15分。基本ストーリーは「リンクとゼルダが力を合わせてガノンからトライフォースを守るために戦う」というゲーム準拠の内容。ただリンクはかなりとぼけた性格になっており、事あるごとにゼルダに言い寄っては邪険に扱われ、ヘマをやらかしてはゼルダに怒られて「Excuse me, Princess!（すいませんねえ、姫）」とボヤく、というのがパターンになっている。全13話。DVDも販売されている。日本では放送されていない。
ゼルダの伝説〜時のオカリナ〜 公式攻略ビデオ
企画・製作 ファミ通、製作協力 任天堂、発売・販売 メディアファクトリー
妖精のナビィ（声：水橋かおり）が、水の神殿までの攻略法を解説してくれる内容のビデオ。1998年発売。
任天堂公式ビデオ HISTORY of ZELDA "「ゼルダの伝説」の過去から未来へ"
初代から『ゼルダの伝説 ムジュラの仮面』までの作品をまとめたヒストリービデオ。Loppiやランドネットなどでの販売が主であった。2000年6月22日発売。
ファミ通DVDビデオ「ゼルダのビデオ」〜ゼルダのすべてを教えよう!〜
初代『ゼルダの伝説』から『ゼルダの伝説 風のタクト』までの作品を宮本茂、青沼英二、岡本吉起、スチャダラパーのBOSEらのインタビューを交えながら辿ったドキュメンタリー。題名は「ゼルダのビデオ」だが、DVDである。2003年2月19日発売。
マリオ&ゼルダ ビッグバンドライブDVD
2003年9月14日に開催されたコンサート『マリオ&ゼルダ ビッグバンドライブ』の模様を収録したDVDで、『ニンテンドードリーム』2003年11月21日号（Vol.101）の付録。ライブでは、任天堂から宮本茂、近藤浩治、手塚卓志、戸高一生、永田権太の5人も登場し、トークと演奏を披露した。司会進行は伊藤あしゅら紅丸。

## 書籍

### 漫画
ゼルダの伝説シリーズは多くの作品が漫画化されている。特に姫川明は継続的に執筆しており、海外でも翻訳出版され、作者の代表作の一つとなっている。

#### 単行本
こばやし将
- 必勝テクニック完ペキ版4 ゼルダの伝説（1986年 徳間書店）

しごと大介（1巻）・みなづき由宇（2 - 3巻）
- 必勝テクニック完ペキ版 リンクの冒険 全3巻（1986年 徳間書店）

乱丸
- ゼルダの伝説 全1巻（1986年 徳間書店）
- リンクの冒険 全2巻（1987 - 1988年 徳間書店）

『わんぱっくコミック』1988年2月号〜8月号（最終話掲載）分は掲載誌休刊の影響で単行本化されていない。
未将崎雄
- ゼルダの伝説（1989年 JICC出版局）
- リンクの冒険（1991年 JICC出版局）

田口順子
- ゼルダの伝説 神々のトライフォース（1993年 宝島社）

石ノ森章太郎
- ゼルダの伝説（1993年 小学館）

北米発売のゲーム雑誌『NINTENDO POWER』に掲載された作品の邦訳版。『神々のトライフォース』を題材としている。
かぢばあたる
- ゼルダの伝説 夢をみる島 全2巻（1994年 エニックス）
- ゼルダの伝説 神々のトライフォース 全3巻（1995 - 1996年 エニックス）

棟居仁（原作）・古澤純也（作画）
- ゼルダの伝説 リルトの誓い 全4巻（1995 - 1997年 光文社）

『神々のトライフォース』の数百年後の世界を描いたオリジナルの物語。
姫川明
- ゼルダの伝説 時のオカリナ 上下巻（2000年1月28日・4月26日 小学館）
- ゼルダの伝説 ムジュラの仮面（2001年2月26日 小学館）
- ゼルダの伝説 ふしぎの木の実 大地の章・時空の章（2001年11月28日・12月25日 小学館）
- ゼルダの伝説 4つの剣+ 上下巻（2004年9月28日・2005年5月27日 小学館）
- ゼルダの伝説 神々のトライフォース（2005年7月28日 小学館）
- ゼルダの伝説 ふしぎのぼうし（2006年1月27日 小学館）
- ゼルダの伝説 夢幻の砂時計（2009年2月26日 小学館）
- ゼルダの伝説 時のオカリナ【完全版】（2016年3月10日 小学館）
- ゼルダの伝説 ふしぎの木の実 大地の章／時空の章【完全版】（2016年5月27日 小学館）
- ゼルダの伝説 トワイライトプリンセス 全11巻（2016年6月24日・12月28日・2017年5月26日・12月27日、2018年8月28日、2019年3月28日・8月28日・2020年3月27日・2020年12月25日・2021年9月28日・2022年3月28日 小学館）
- ゼルダの伝説 ムジュラの仮面／神々のトライフォース 完全版（2016年7月28日 小学館）
- ゼルダの伝説 ふしぎのぼうし／夢幻の砂時計 完全版（2016年9月28日 小学館）
- ゼルダの伝説 4つの剣+ 完全版（2016年11月28日 小学館）

ÖYSTER
- ゼルダの伝説 風のタクト リンクの4コマ航海記（2003年 双葉社 ISBN 9784575938586）

#### アンソロジーコミック
4コマまんが王国シリーズ（アクションコミックス / 双葉社）
- ゼルダの伝説 4コマまんが王国 全2巻（1992 - 1994年）
- ゼルダの伝説 時のオカリナ 4コマまんが王国 全1巻（1999年）
- ゼルダの伝説 ふしぎの木の実 大地の章・時空の章 4コマまんが王国 全1巻（2001年）
- ゼルダの伝説 神々のトライフォース 4コマまんが王国 全1巻（2003年）

4コママンガ劇場シリーズ（エニックス）
- ゼルダの伝説 4コママンガ劇場 全8巻（1992 - 1995年）
- ゼルダの伝説 時のオカリナ 4コママンガ劇場 全2巻（1999年）
- ゼルダの伝説 ムジュラの仮面 4コママンガ劇場 全1巻（2000年）

4コマギャグバトルシリーズ（火の玉ゲームコミックシリーズ / 光文社）
- ゼルダの伝説 時のオカリナ 4コマギャグバトル（1999年）
- ゼルダの伝説 時のオカリナ 4コマギャグバトル 冒険編（1999年）
- ゼルダの伝説 時のオカリナ 4コマギャグバトル 探検編（1999年）
- ゼルダの伝説 夢をみる島DX 4コマギャグバトル（1999年）
- ゼルダの伝説 ムジュラの仮面 4コマギャグバトル（2000年）
- ゼルダの伝説 ふしぎの木の実 大地の章 4コマギャグバトル（2001年）
- ゼルダの伝説 ふしぎの木の実 時空の章 4コマギャグバトル（2001年）
- ゼルダの伝説 神々のトライフォース 4コマギャグバトル（2003年）

#### 未単行本化作品
斎藤純一郎
- リンクの大冒険

『小学一年生』1992年4月号 - 同年9月号に連載されていた絵本。『神々のトライフォース』を主題にしており、リンクが幼い少年になっている。
小松清太郎
- ゼルでん!〜なりゆき勇者リンクくん〜

『別冊コロコロコミックSpecial』（小学館）2015年2月号から2017年6月号まで連載。

### ゲームブック
冒険ゲームブックシリーズ（双葉社）
- ゼルダの伝説 蜃気楼城の戦い（1986年 樋口明雄 / スタジオ・ハード）
- リンクの冒険 魔界からの逆襲（1987年 草野直樹、上原尚子、黒トレス / スタジオ・ハード）
- ゼルダの伝説 神々のトライフォース（1992年 富沢義彦）

アドベンチャーヒーローブックスシリーズ（勁文社）
- リンクの冒険 ハイラル英雄伝説（1987年 スタジオ・ハード ISBN 4-7669-0518-0）

並行世界のハイラルを舞台とした作品。本家・メディアミックスの中でゼルダ姫が初めて単独主人公を務めた。
- コミック版 新・ゼルダの伝説（1987年 著：北殿光徳 / 作画：みやぞえ郁雄 ISBN 4-7669-0525-3）

ゼルダのゲームブックの中では唯一の漫画作品。リンクの正体が女神に仕える妖精の子孫など後のスカイウォードソードに通じる設定がある他、インパの始祖やトライフォースがハイラル王家の世話になる過程が描写される。
フライデースペシャル ファミコンゲームブックシリーズ（JICC出版局）
- リンクの冒険 暗黒トライフォース伝承（1987年 井上尚美）

ワンダーライフスペシャル SHOGAKUKAN GAME BOOK（小学館）
- ゼルダの伝説（1997年）

シリーズ最後のゲームブック。内容は神々のトライフォース。

### 小説
双葉社ファンタジーノベルシリーズ（双葉社）
- 小説 ゼルダの伝説 黒き影の伯爵（1992年 樋口明雄）

初代ゼルダの伝説の設定を踏襲したオリジナル作品。蜃気楼城の戦いに登場した妖精ファニーが登場するが別人である。
- 小説 ゼルダの伝説② 神々のトライフォース（1992年 尾崎克之）

ゲームブックの設定を一部反映させているため②となっているがストーリーに繋がりはない。リンクの名前がポールとなっており、相棒にはオリジナルキャラクターのサハラ（サハスラーラの孫）が登場する。

### 音楽解説書
- ゼルダの伝説と音楽 「時のオカリナ」から学ぶゲームサウンド（2025年 ISBN 9784866472287）

リンクがオカリナで演奏する楽曲の数々、ダンジョンBGMはもちろん、アイテム獲得時やメニュー画面の効果音まで、『ゼルダの伝説 時のオカリナ』のあらゆる音楽を分析。

### 楽譜
楽しいバイエル併用シリーズ（ドレミ楽譜出版社）
- ゼルダの伝説 全曲集（1995年 ISBN 9784810826517）
- ゼルダの伝説 時のオカリナ オリジナルサウンドトラックス（1999年5月13日 ISBN 9784810862935）
- ゼルダの伝説 ムジュラの仮面 オリジナルサウンドトラックス（2000年9月4日 ISBN 9784810872378）
- ゼルダの伝説 風のタクト オリジナルサウンドトラックス（2003年5月1日 ISBN 9784810883718）
- ゼルダの伝説 ベスト・コレクション（2004年5月15日 ISBN 9784810884494）

ヤマハミュージックメディア
- ピアノソロ ゼルダの伝説 大地の汽笛（2010年3月27日 ISBN 9784636854367、ISBN 9784636853377）
- ピアノソロ ゼルダの伝説 スーパーベスト（2010年5月26日、6月30日 ISBN 9784636855050、ISBN 9784636855036）
- STAGEA・EL エレクトーンで弾く ゼルダの伝説シリーズ スーパーベスト（2010年4月22日 ISBN 9784636853391）
- ソロ・ギターで弾く ゼルダの伝説・ベスト・コレクション（2010年6月11日 ISBN 9784636854442）

### 資料集
- 任天堂公式ガイドブック ハイラル・ヒストリア ゼルダの伝説大全（2011年12月21日 小学館 ISBN 978-4092271593）

ハイラルの歴史に関する記述のほか、姫川明の描き下ろしコミック『ゼルダの伝説 スカイウォードソード』と歴代シリーズの設定画像を収録。
- ゼルダの伝説 30周年記念書籍 第1集 THE LEGEND OF ZELDA HYRULE GRAPHICS :ゼルダの伝説 ハイラルグラフィックス（2016年8月26日 徳間書店 ISBN 978-4198642433）

歴代シリーズのイラスト2000点以上と任天堂のデザイナー達による座談会の内容を掲載。
- ゼルダの伝説 30周年記念書籍 第2集 THE LEGEND OF ZELDA HYRULE ENCYCLOPEDIA :ゼルダの伝説 ハイラル百科（2017年3月1日 徳間書店 ISBN 978-4198643782）

初代『ゼルダの伝説』から『ゼルダの伝説 トワイライトプリンセス HD』までの作品に関するキーワードの解説や、2000点以上のアイテム、敵キャラクターなどの画像を掲載。
- ゼルダの伝説 30周年記念書籍 第3集 THE LEGEND OF ZELDA: BREATH OF THE WILD MASTER WORKS :ゼルダの伝説 ブレス オブ ザ ワイルド:マスターワークス（2017年12月15日 徳間書店 ISBN 978-4198645397）

『ゼルダの伝説 ブレス オブ ザ ワイルド』の各種設定を掲載。
1. ↑  収録時の名称は『スーパーファミコン Nintendo Switch Online』